# Mémona Hintermann-Afféjee
Pour les articles homonymes, voir Hintermann.
Mémona Hintermann-Afféjee, née Mémoona Afféjee, le 19 janvier 1952 au Tampon (La Réunion), est une journaliste, grand reporter de télévision et présentatrice de journal française.
Après une carrière sur la chaîne FR3 puis France 3, de 1976 à fin 2012, elle devient membre du Conseil supérieur de l'audiovisuel (CSA) de janvier 2013 à janvier 2019.

## Biographie

### Famille et enfance
Mémona Afféjee est la fille de Cassim Ismaël Afféjee, Indien musulman, et de Marie-Claire Séry, Créole d'ascendance bretonne (de Plougastel-Daoulas) et catholique ; ses parents ne se sont jamais mariés. Elle grandit dans une famille très modeste de onze enfants, dont elle est la sixième sur les sept qui survécurent.
À l'état civil, elle se prénomme Mémona, un prénom musulman, mais elle a ensuite reçu le baptême catholique sous les prénoms Marie Andrée Colette.

### Débuts en journalisme
En 1971, Mémona Hintermann gagne le concours de l'Office de radiodiffusion télévision française (ORTF) à Saint-Denis-de-la-Réunion. En 1973, elle obtient une maîtrise en droit.
Arrivée en France métropolitaine, en 1976 elle commence par présenter le journal télévisé régional à FR3-Orléans (aujourd'hui France 3 Centre-Val de Loire) avant de présenter le journal national.

### Grand reporter
En 1984, Mémona Hintermann devient grand reporter au service Étranger de FR3 et part couvrir la plupart des grands conflits dans le monde ; elle a ainsi couvert la chute du mur de Berlin et les guerres de Yougoslavie. Elle est notamment spécialiste du Moyen-Orient et de l'Afghanistan. En complément, dans les années 1980 et durant l'été 2005, elle présente Soir 3, le journal de seconde partie de soirée de France 3.
En 2007, elle publie une autobiographie, Tête haute, qui relate son enfance à La Réunion dans une famille multiculturelle très pauvre. Entre autres choses, elle y « témoigne vigoureusement de sa foi chrétienne » et y défend les principes sur lesquels elle a bâti sa vie : « méritocratie, respect de la pluralité religieuse, ascenseur social républicain ».
En décembre 2007, elle prend position contre les honneurs accordés au colonel Kadhafi lors de sa visite officielle en France, et affirme qu'en 1984 en Libye, ce dernier aurait tenté de la violer après lui avoir laissé entendre qu'il lui accorderait un entretien,.
En janvier 2009, elle publie  un ouvrage en collaboration avec son mari, le journaliste allemand Lutz Krusche : Quand nous étions innocents : Un amour franco-allemand. À la même date, elle officie en tant que présentatrice « joker » de France 3, puisqu'elle présente le Soir 3 tout au long de l'été, et comme grand reporter.

### Membre du Conseil supérieur de l'audiovisuel
En janvier 2013, Mémona Hintermann est nommée pour six ans conseillère au Conseil supérieur de l'audiovisuel (CSA) par le socialiste Jean-Pierre Bel, président du Sénat,. Conformément aux règles déontologiques du CSA, elle démissionne de ses fonctions à France 3 pour se consacrer à cette charge.
Pendant, son mandat, son principal combat est celui de la représentation de toutes les diversités françaises à la télévision,. Ses sorties médiatiques et son franc-parler font d'elle une personnalité atypique dans le conseil des sages. 
Son mandat se termine en 2019.

### Après le CSA, retour au journalisme
En 2020, elle fait partie des intervenants réguliers de l’émission La Belle Équipe, présentée par Clélie Mathias. À la même époque, la journaliste Sophie Gastrin, lui consacre un documentaire, diffusé sur Réunion la 1re.
De septembre 2020 à octobre 2022, elle signe, Sans filtre, un édito chaque dimanche dans Midi libre. À partir de septembre 2022, sa chronique est aussi publiée dans les colonnes de La Dépêche du Midi.

## Prise de position et engagement
Le 4 octobre 2019, Mémona Hintermann appelle au boycott de la chaîne d'information en continu LCI, estimant que celle-ci doit se voir « couper le signal, annuler sa convention » pour avoir diffusé en direct et dans son intégralité le discours d'Éric Zemmour lors de la Convention de la droite.
Depuis 2019, elle est par ailleurs membre du Comité d'orientation du Club XXIe siècle, une association loi 1901 dont l'objectif est la « promotion positive de la diversité et de l'égalité des chances ».
Depuis 2021, elle est administratrice de Reporters d'espoirs, l'association fondatrice de la démarche du journalisme de solutions créée en 2004, pour promouvoir une information qui éclaire la complexité du monde et aide les citoyens à prendre conscience des problèmes comme des solutions, des difficultés comme des chemins de résilience.
Mémona Hintermann-Afféjee, ex-membre du Conseil supérieur de l'audiovisuel, déplore le manque de diversité sociale de la radio France Inter : « Quand j'écoute Inter, j'entends une France bourgeoise épargnée par les difficultés de la vie, qui ne correspond pas au pays tel qu'il est. Enfants de diplomate ou de ministre, les figures de la matinale entretiennent une part d'entre-soi jusque dans le choix des mots employés ».

## Publications
- Mémona Hintermann, Tête haute, Paris, J.-C. Lattès, 2006, 284 p. (ISBN 978-2-7096-2857-0 et 978-2-709-63136-5, lire en ligne).
- Mémona Hintermann et Lutz Krusche, Quand nous étions innocents : un amour franco-allemand, Paris, J.-C. Lattès, 2009, 460 p. (ISBN 978-2-7096-3009-2 et 978-2-7096-3373-4, lire en ligne).
- Mémona Hintermann et Lutz Krusche, ils ont relevé la tête : Des histoires qui nous aident à vivre, Paris, J.-C. Lattès, 2010, 303 p. (ISBN 978-2-7096-3534-9 et 978-2-709-63601-8, lire en ligne).
- Mémona Hintermann et Lutz Krusche, une vie peut en cacher une autre, Paris, J.-C. Lattès, 2012, 309 p. (ISBN 978-2-7096-3961-3 et 978-2-7096-4103-6, lire en ligne).
- Mémona Hintermann, Je n'ai pas su voir ni entendre : comment faire face à la tentative de suicide d'un proche ?, Paris, Hugo Doc, 2021, 262 p. (ISBN 978-2-7556-8889-4 et 978-2-7556-8901-3, lire en ligne).
- Mémona Hintermann, Les Vulnérables, Paris, Michel Lafon, 2021, 413 p. (ISBN 978-2-7499-4716-7 et 978-2-7499-4815-7, lire en ligne).
- Mémona Hintermann, Une journaliste ne devrait pas dire ça, Paris, Hugo Doc, 2023, 347 p. (ISBN 978-2-7556-6369-3 et 978-2-7556-6740-0, lire en ligne).

## Distinctions

### Récompenses
- 2011 : Prix « Livre et droits de l'Homme » de la ville de Nancy avec Lutz Krusche, pour leur ouvrage Ils ont relevé la tête, remis au Livre sur la place sous le haut patronage de Simone Veil[26]
- 2012 : Prix des écrivains combattants[27]
- 2012 : Grand prix de l'Association de la presse étrangère (APE), dans la catégorie « télévision »[28]

### Décorations
- Officière de l'ordre national du Mérite (décret du 16 mai 2008)[29], chevalière du 5 mars 1993
- Officière de la Légion d'honneur (décret du 13 juillet 2018)[1], chevalière du 19 novembre 2001 (décret du 13 juillet 2001)[2]

### Honneurs
- 2007 : citoyenne d'honneur de la ville du Tampon (La Réunion)[30]
- 2008 : médaille départementale du Mérite de La Réunion[31]
- 2012 : médaille d'or du département de La Réunion[27]
- 2013 : rue Mémona-Hintermann inaugurée en son nom à Vanosc (Ardèche)[32]
- 2009 : citoyenne d'honneur de la ville de Capbreton (Landes)[27]
- 2019 : lycée polyvalent Nord « Technologies nouvelles & Communication visuelle » Mémona Hintermann-Afféjee inauguré à Bois de Nèfles (La Réunion)[33]